# Enrico VI di Gorizia
Enrico VI di Gorizia (1376 – 1454) fu membro della famiglia nobile dei Gorizia (o Mainardini), governò come Conte di Gorizia dal 1385 fino alla sua morte. Fu anche Conte Palatino di Carinzia (titolo ereditario), governatore di Belluno-Feltre e Landeshauptmann di Carniola. Attraverso il suo primo matrimonio con Elisabetta di Cilli, fu cognato di Sigismondo di Lussemburgo, imperatore del Sacro Romano Impero e re d'Ungheria.

## Vita
Figlio del conte Mainardo VI e di sua moglie, Utehild del Mazzo, divenne Conte di Gorizia ( Görz ) alla morte del padre, intorno al 1385. Ma le sue terre subirono un rapido declino, a causa della sua pessima amministrazione e Enrico si rivelò presto come un "incurabile ubriacone e giocatore d'azzardo".
Poiché la cugina di Enrico, la contessa Margherita, aveva lasciato la Contea del Tirolo in eredità al duca Rodolfo IV d'Austria nel 1363, i conti di Gorizia tornarono nei loro possedimenti originari intorno a Gorizia e Lienz ( Castello di Bruck ) ed Enrico stesso concluse un trattato di eredità con gli Asburgo, il che portò a degli attriti con gli altri suoi vicini, i Wittelsbach, Duchi di Baviera e la Repubblica di Venezia.
Dopo la morte del fratello minore Giovanni Meinardo VII nel 1430, ereditò anche la Contea di Kirchberg dalla tenuta di sua madre in Svevia.

## Discendenza
Enrico era stato promesso a Elisabetta, figlia del duca Leopoldo III d'Austria. Tuttavia, la morte prematura di quest'ultima, avvenuta nel 1392, lo portò a sposare Elisabetta di Cilli, una figlia minore del conte Ermano II di Cilli, diventando quindi cognato dell'imperatore Sigismondo di Lussemburgo.
Dopo la morte di Elisabetta, Enrico sposò Caterina, figlia del palatino ungherese Nicola II di Gara. Ma i due non andarono d'accordo a causa di differenze politiche, dato che Caterina era incline a schierarsi con gli Asburgo, mentre lui era dalla parte dei Cilli, parenti della sua prima moglie.
Con Elisabetta ebbe due figlie:
- Anna, sposata con Brunoro della Scala
- Margaret (morta nel 1450), sposò il conte Giovanni di Oettingen-Wallerstein

Con Caterina ebbe tre figli:
- Giovanni II (1438–1462), succedette al padre come conte di Gorizia nel 1454
- Leonardo (1440–1500), succedette al fratello maggiore nel 1462, ultimo conte di Gorizia
- Luigi (m. 1457)